# Una lettura da Omero
Una lettura da Omero (A Reading from Homer) è un dipinto ad olio su tela (91,8x183,5 cm) realizzato nel 1885 dal pittore Lawrence Alma-Tadema e conservato al Philadelphia Museum of Art di Filadelfia.

## Descrizione
Una lettura da Omero mostra una balconata di marmo sul mare. Sulla destra un giovane uomo con una corona d'alloro siede sotto la scritta ΟΜΗΡ ("Omero") e appare intento a declamare dei versi scritti su un rotolo di papiro che tiene sulle ginocchia. Il suo pubblico è composto da quattro persone vestite a festa: una donna ascolta in piedi stringendo un tamburello, un'altra ascolta semi-distesa mentre tiene la mano a un uomo seduto accanto a una citara. Un altro uomo, forse un pastore, è sdraiato prono sul pavimento di marmo: è vestito con una pelle di capra e ascolta rapito il giovane lettore.

## Storia
Il quadro fu commissionato nel 1882 dal banchiere americano Henry Gurdon Marquand, che aveva già acquistato il dipinto di Alma-Tadema Amo Te, Ama Me (1881). La commissione era per un grande dipinto che ritraesse Platone intento ad insegnare filosofia a un gruppo di discepoli in un cortile di marmo sul mare, con il filosofo seduto su uno scranno di marmo tra due delle colonne del tempio. Dopo aver lavorato a lungo sul soggetto il pittore si dichiarò insoddisfatto del lavoro svolto e cominciò da capo, producendo così Una lettura da Omero nel 1885.
Il dipinto inizialmente fu esposto alla Royal Academy già nell'anno della sua realizzazione e successivamente fu dato in prestito dal Metropolitan Museum of Art dal 1890 al 1893 e alla Fiera Colombiana di Chicago nel 1893. L'opera riscosse grandi apprezzamenti dalla sua prima esposizione e nel 1888 la scrittrice e traduttrice Helen Zimmern affermò che la resa della pelle umana e della luce in Una lettura da Omero fossero tra i maggiori successi di Alma-Tadema, scrivendo inoltre che il pittore non aveva mai realizzato figure più perfette della coppia di amanti al centro del dipinto.